# Ine Kuhr
Ine Kuhr (Eindhoven, 5 juli 1955) is een Nederlandse actrice, stemactrice en zangeres.

## Biografie
Kuhr debuteerde bij cabaret-revue van Mini & Maxi als zangeres en actrice. Van 1979 tot en met 1985 speelde Kuhr bij de Nieuwe Komedie. In 1976 had ze een bescheiden hitje met het nummer "De kleuren van de Zon", geschreven door Peter Schaap, dat vier weken in de Tipparade stond. Ook leverde ze een bijdrage aan de musicals Tsjechov en My Fair Lady. Tot 2012 werkte ze als redactrice bij het programma De Hulplijn van Radio Noord-Holland, gepresenteerd door Hans van Willigenburg. Daarna werkte zij tot 2016 als voice-over en stemactrice bij Creative Sounds in Hilversum.
Kuhr is weduwe van orkestleider en pianist Nico van der Linden en is de jongere zus van zangeres Lenny Kuhr.

## Theater
- Van 1979 tot 1985 Theatergroep de nieuwe komedie in Scheveningen.
- Van 1985 tot 1988 Theatergroep Theater in Arnhem.
- De musical Tsjechov (1991/1993) als Mascha.
- My Fair Lady (1994/1995) als Juffrouw Pearce
- Schakels (1997/1998) als Coba (van Herman Heijermans)
- Het zakkendiner (1999/2001) als Christine.

## Televisie
- 12 steden, 13 ongelukken
- Coverstory
- Drie recht, één averecht
- Flikken Maastricht
- Goede tijden, slechte tijden
- Het bloed kruipt
- Hints
- Shouf Shouf!
- Zeg 'ns AAA

## Film
- Amazones - medewerker supermarkt (2004)
- The Making Of - moeder (2007)

## Nasynchronisatie
- Amphibia - Sylvia
- Barnyard - Etta de Hen
- De Vervangers - Sandra Grotesk
- DuckTales (2017) - Kitty Glittergoud
- Elena van Avalor - Louisa
- Het Huis van de Uil - Eda
- Jacob Dubbel - Jacobs moeder
- Kid vs. Kat - Old Lady Munson
- Noelle - Helen Rojas
- Sam & Cat - Nona
- Star vs. de Kracht van het Kwaad - Eclipsa Vlinder
- Stormwind - 5: In zwaar weer (2021) - Maria[2]
- Star Wars: Visions (2023) - Kalina
- Spider-Man: Across the Spider-Verse (2023) - May Parker